# 鎌倉町 (弥富市)
鎌倉町（かまくらちょう）は、愛知県弥富市の地名。

## 地理

### 交通
- 国道155号
- 愛知県道29号弥富名古屋線
- 関西本線
- 近鉄名古屋線

### 施設
- 弥富市立弥富北中学校
- 海部南部消防組合消防本部 北分署

## 歴史

### 地名の由来
鎌倉新田の開発は江戸時代の初期であるが、元々は鎌倉時代に開発されたものの災害などで放棄され、地名だけが残されたとも考えられている。

### 沿革
- 江戸時代 - 尾張国海西郡鎌倉新田村として所在[1]。尾張藩領佐屋代官所支配[1]。一説には慶安元年開発[1]。
- 1889年（明治22年） - 十四山村大字鎌倉新田となる[1]。
- 1906年（明治39年） - 弥富町大字鎌倉新田となる[1]。
- 1978年（昭和53年） - 一部が十四山村大字鎌倉新田となる[1]。
- 1980年（昭和55年） - 弥富町大字鎌倉新田は同町大字鎌倉となる[1]。大字鎌倉には、弥富町鯏浦・西中地・東中地・六条新田・鎌倉新田の各一部が編入されている[1]。また、一部が弥富町大字鯏浦・東中地・六条新田に編入される[1]。
- 2006年（平成18年）4月1日 -  合併により、海部郡弥富町大字鎌倉が弥富市鎌倉町となる[WEB 6]。また、十四山村大字鎌倉新田も同市鎌倉に合流する。

### 人口の変遷
国勢調査による人口および世帯数の推移。
| 1995年（平成7年）  | 80世帯 267人 |  |
| 2000年（平成12年） | 19世帯 87人  |  |
| 2005年（平成17年） | 20世帯 89人  |  |
| 2010年（平成22年） | 86世帯 265人 |  |
| 2015年（平成27年） | 86世帯 269人 |  |
| 2020年（令和2年）  | 97世帯 281人 |  |

### WEB
1. 1 2  総務省統計局 (2022年2月10日). “令和2年国勢調査の調査結果(e-Stat) - 男女別人口，外国人人口及び世帯数－町丁・字等” (CSV). 2023年8月2日閲覧。
2. ↑  “愛知県弥富市の町丁・字一覧”.   人口統計ラボ. 2022年12月12日閲覧。
3. ↑  “読み仮名データの促音・拗音を小書きで表記するもの(zip形式) 愛知県” (zip).   日本郵便 (2024年2月29日). 2024年3月26日閲覧。
4. ↑  “市外局番の一覧” (PDF).   総務省 (2022年3月1日). 2022年3月22日閲覧。
5. ↑  “ナンバープレートについて”.   一般社団法人愛知県自動車会議所. 2024年1月21日閲覧。
6. ↑  “愛知県弥富市の郵便番号一覧”.   日本郵便. 2022年12月12日閲覧。
7. ↑  総務省統計局 (2014年3月28日). “平成7年国勢調査の調査結果(e-Stat) - 男女別人口及び世帯数 －町丁・字等” (CSV). 2021年7月20日閲覧。
8. ↑  総務省統計局 (2014年5月30日). “平成12年国勢調査の調査結果(e-Stat) - 男女別人口及び世帯数 －町丁・字等” (CSV). 2021年7月20日閲覧。
9. ↑  総務省統計局 (2014年6月27日). “平成17年国勢調査の調査結果(e-Stat) - 男女別人口及び世帯数 －町丁・字等” (CSV). 2021年7月21日閲覧。
10. ↑  総務省統計局 (2012年1月20日). “平成22年国勢調査の調査結果(e-Stat) - 男女別人口及び世帯数 －町丁・字等” (CSV). 2021年7月21日閲覧。
11. ↑  総務省統計局 (2017年1月27日). “平成27年国勢調査の調査結果(e-Stat) - 男女別人口及び世帯数 －町丁・字等” (CSV). 2021年7月21日閲覧。

### 書籍
1. 1 2 3 4 5 6 7 8 9 10  「角川日本地名大辞典」編纂委員会 1989, p. 399.